# Chlustov
Chlustov (1094 m n. m., německy Krustl Berg) je výrazná hora na Šumavě tyčící se 3 km západně od Lenory a 3,5 km jižně od Horní Vltavice. Nad vltavské údolí vystupuje o více než 300 metrů.

## Přístup
Nejkratší přístup vede z Hliniště u Strážného, nejprve po silnici č. 4 směrem na východ, ze které po 700 metrech odbočuje doleva neznačená silnička až do sedla se Žlíbským vrchem. Pod sedlem stojí pomník s letopočty 1889–1914, připomínající čtvrt století trvání manželství krumlovského vévody a knížete Jana Nepomuka II. ze Schwarzenbergu a kněžny Terezie, rozené Trauttmansdorffové-Weinsbergové. Ještě před pomníkem se od silničky odpojuje doprava nezpevněná cesta, která končí točnou. U ní začíná rovný průsek, který po 300 metrech končí na vrcholu. Cesta měří 4,5 km s převýšením 290 metrů.

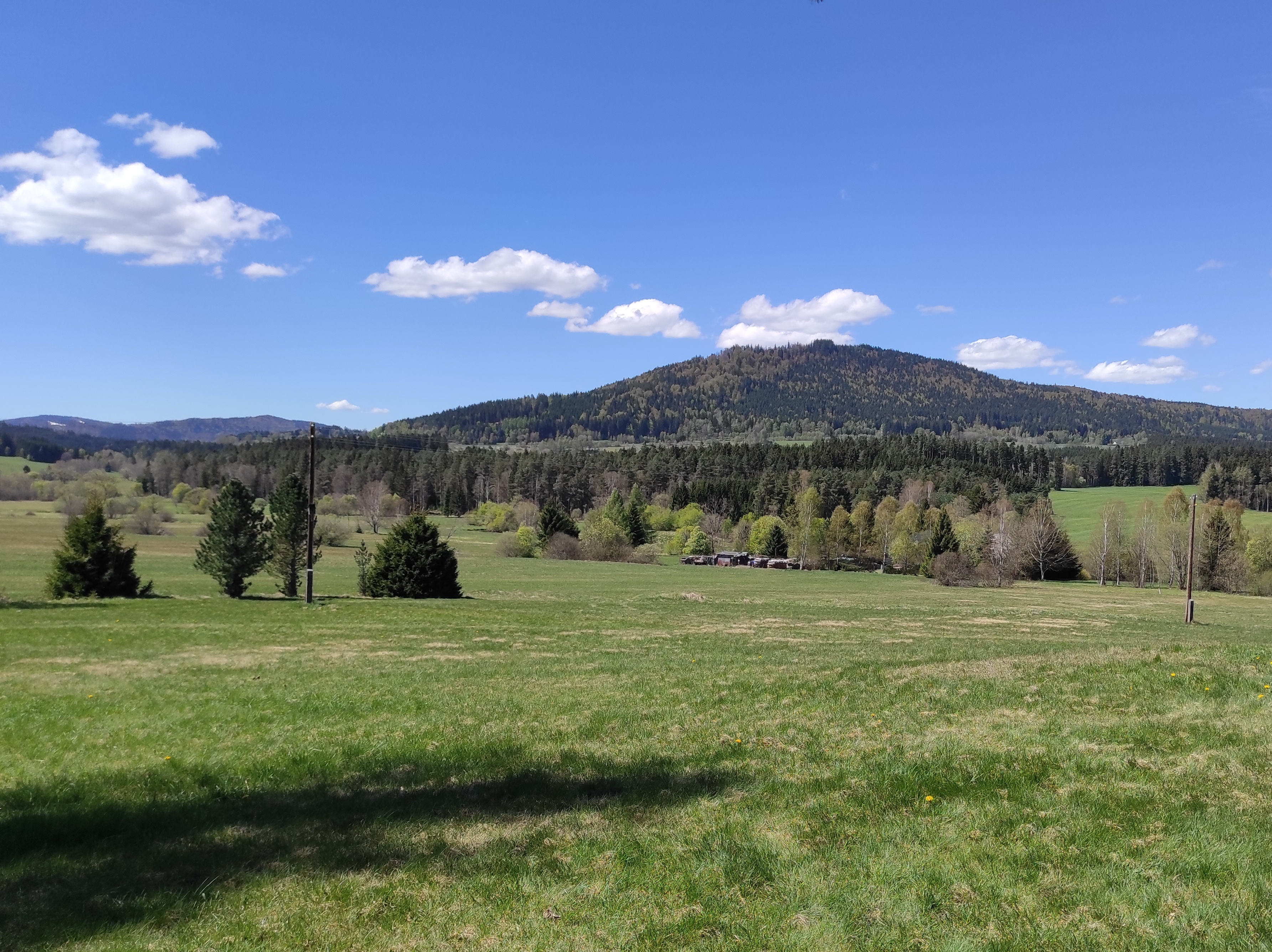
Pohled od JV z Hajnýho vyhlídky

Další možností je přístup po žlutě značené Vimperské Zlaté stezce, která prochází západně od vrcholu mezi Horní Vltavicí a Strážným. V nejvyšším bodě Zlaté stezky ve výšce 1040 m n. m. odbočuje na jihovýchod silnička do sedla mezi Žlíbský vrch a Chlustov. Pod sedlem se z ní odpojuje nezpevněná cesta směrem k točně a vrcholu. Trasa ze Strážného měří 5 km s převýšením 310 metrů, trasa z Horní Vltavice je stejně dlouhá, ale s hodnotnějším převýšením 380 metrů.

## PR Hliniště
Pod jihozápadním svahem, pod bývalou osadou Žlíbky, se na 50 hektarech rozkládá přírodní rezervace Hliniště. Důvodem ochrany je cenný fragment zachovalého rašelinného brusnicového boru a rašelinné březiny obklopený komplexem lučních mokřadních biotopů v pokročilé fázi sukcesního procesu, výskyt zvláště chráněných druhů rostlin a bezobratlých.